# Stamnodes catastrophata
Stamnodes catastrophata är en fjärilsart som beskrevs av Dyar 1923. Stamnodes catastrophata ingår i släktet Stamnodes och familjen mätare. Inga underarter finns listade i Catalogue of Life.